# El Dorado (Meta)
Pour les articles homonymes, voir Eldorado (homonymie).
El Dorado est une municipalité située dans le département de Meta en Colombie.